# Переворот в Ірані (1953)
 Переворот в Ірані (1953) — державний переворот в Ірані 15-19 серпня 1953 року, наслідком якого стало повалення демократично обраного уряду Національного фронту Ірану. Підтриманий ЦРУ (США) та SIS (Велика Британія).

## Причини
Після приходу до влади Мохаммед Мосаддик намагався провести аудит британської Англо-Іранської Нафтової Компанії (AIOC, згодом стала частиною BP) та обмежити її контроль над іранськими нафтовими родовищами. Після відмови AIOC від будь-якої кооперації з іранським урядом, парламент Ірану (Меджліс) проголосував за націоналізацію іранської нафтової індустрії та за вигнання представництв іноземних компанії з країни. Через це британська влада розпочала кампанію за бойкот іранської нафти у світі для економічного тиску на країну. Спочатку Британія мобілізувала війська для захвату контролю над побудованим британцями НПЗ у Абадані, який був найбільшим у світі на той час, але прем'єр-міністр Клемент Еттлі зосередився на посиленні економічного бойкоту, у той самий час використовуючи Іранських агентів для послаблення уряду Мосаддика.
Згодом, компанія British Petroleum домоглася від наступного прем'єру Британії Вінстона Черчилля почати розмови з адміністрацією президента США Дуайта Ейзенхауера про усунення Мосаддика. У Ейзенхаузера були власні причини бажати цього — побоювання, що влада в Ірані може стати лояльною до комуністів, а про нього говоритимуть, як про президента, що прогавив Іран, тож він погодився.

## Переворот

Мохаммед Мосаддик

В травні 1953 року, директор ЦРУ, Аллен Даллес розробив проект операції «Аякс». За планом американці повинні були діяти спільно з британською SIS, яка мала в Ірані добре організовану розвідувальну мережу. Кандидатом на пост прем'єр-міністра країни західними спецслужбами був обраний генерал Фазлолла Захеді — колишній міністр внутрішніх справ Ірану, звільнений Мосаддиком у 1951 році. Операція була розпочата в серпні 1953 року.

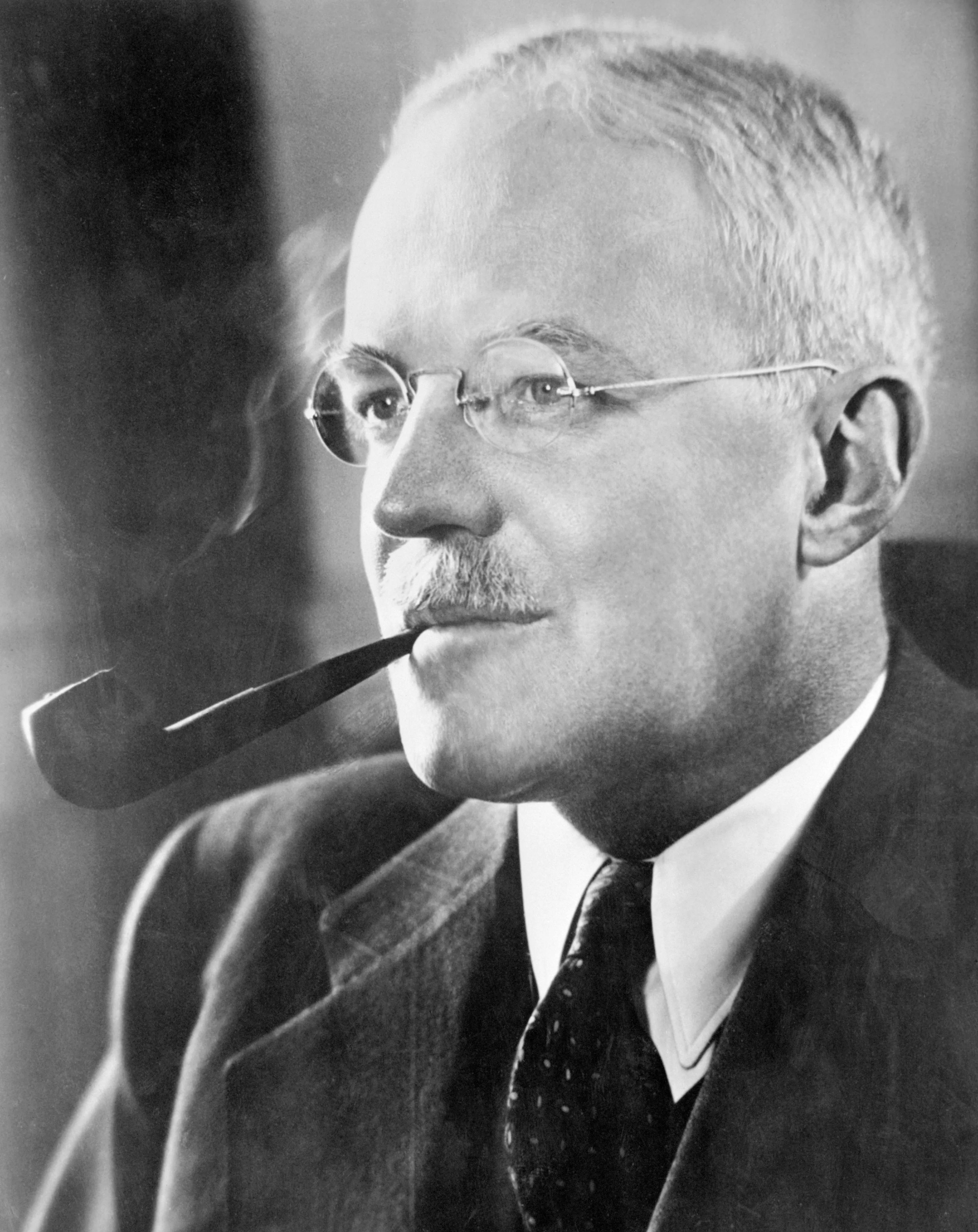
Аллен Даллес

11 серпня шах Мохаммед Реза Пехлеві з дружиною виїхав до своєї літньої резиденції на березі Каспійського моря. Операцію було намічено розпочати, коли шах видасть укази про звільнення Мосаддика з поста прем'єра і призначення Захеді, але укази затрималися на три дні, і про нього Мосаддика вже встиг хтось повідомити. Мосаддик заарештував главу гвардії шаха, що доставив наказ, і запустив механізм повалення шаха. Шах зник в Багдаді, а потім в Римі. По радіо оголосили про спробу перевороту, влаштованого прошахістськими силами. На вулицях під керівництвом комуністичної Народної партії «Туде» пройшли численні антішахські демонстрації, на яких звучали гасла про повалення шаха і проголошення республіки. МЗС розіслав послам за кордоном циркуляри про те, що шах "більше не володіє владними повноваженнями в Ірані. За упіймання Ф. Захеді була оголошена нагорода. Незабаром, однак, Мосаддик почав робити помилки, повіривши в те, що повністю тримає ситуацію під контролем. Він наказав поліції не допускати комуністів з партії «Туде» до проведення мітингів і зривати зі стін плакати, спрямовані проти шаха. Почалися зіткнення між активістами партії і правоохоронними органами. Так прем'єр позбавив себе найвпливовіших прихильників.

19 серпня агенти ЦРУ за участю мусульманського духовенства організували в Тегерані масові заворушення, в ході яких скандувалися прошахістські гасла. Поліція не втручалася. Повстанці захопили пошту, телеграф і радіостанцію, за допомогою якої почали передавати повідомлення про відсторонення Мосаддика від влади. Незабаром та ж радіостанція передала в ефір виступ Ф. Захеді.
Захеді від імені «люблячого шаха народу і відданою армії» направив в Рим телеграму з проханням до шаха повернутися на батьківщину. Одночасно з цим, шахські гвардійці і інші прихильники шаха в армії вивели на вулиці Тегерана бронетехніку і вступили в бій з прихильниками уряду Мосаддика. Військові частини перейшли на бік путчистів. У 10 год. 30 хв. начальник генштабу доповів Мосаддику, що армія більше уряду не підкорюється. До 19 години змовники захопили будинок Мосаддика, який обстріляли з танків. Майно прем'єра було розграбовано. Мосаддик і ряд міністрів були арештовані. Після арешту Мосаддик був доставлений до Захеді. Після розмови між ними, Захеді віддав наказ помістити поваленого прем'єра під охорону в розкішні апартаменти і припинити нападки на нього в ЗМІ. 22 серпня шах урочисто повернувся з Італії, при владі утвердився уряд генерала Ф. Захеді. Офіцери, що підтримали його, отримали нагороди. Виступи прихильників Мосаддика припиняли військові. Операція «Аякс» була закінчена.

## Результати
Це одне з перших в довгому списку підозрюваних або визнаних ЦРУ втручань в політику зарубіжних країн, і це було дійсно величезним успіхом, з точки зору агентства, — першою ознакою того, що подібний подвиг можна здійснити порівняно гладко. Успіх операції «Аякс» вимостив дорогу всім майбутнім операцій ЦРУ подібного характеру.